# Pseudoptilolepis confusa
Pseudoptilolepis confusa är en tvåvingeart som beskrevs av John Otterbein Snyder 1949. Pseudoptilolepis confusa ingår i släktet Pseudoptilolepis och familjen husflugor.
Artens utbredningsområde är Venezuela. Inga underarter finns listade i Catalogue of Life.